# ذات الکرسی آ

تصویر تلسکوپ فضایی هابل از ذات الکرسی آ

ذات الکرسی آ (به انگلیسی: Cassiopeia A)یک باقی‌مانده ابرنواختر (supernova remnant)است که در صورت فلکی ذات الکرسی و در فاصله ۱۱۰۰۰ سال نوری(۳٫۴ پارسک) زمین قرار دارد و بعد از خورشید قویترین چشمه رادیویی در آسمان است (در فرکانس بالاتر از ۱ گیگا هرتز).
انفجار این ابرنواختر بین سال‌های ۱۶۶۰ تا ۱۶۸۰ میلادی اتفاق افتاده است، با توجه به وجود ذرات غبار در نزدیکی ستاره منفجر شده و ازآنجاییکه این ابر نواختر از نوع IIb بوده و بعد از انفجار خیلی زود طی چند روز نورانیت خود را از دست داده است و با در نظر گرفتن احتمال وضعیت نامناسب آسمان برای رصد در محدوده زمانی انفجار، فقط یک ستاره‌شناس سلطنتی (فلامستید مؤسس رصدخانه سلطنتی گرینویچ) احتمالاً توانسته آن را در زمانی نزدیک به اوج نورانیت ستاره از قدر ۶ گزارش نماید، البته با ناپدید شدن ستاره، دیگر ستاره‌شناسان در سال‌های بعد آن را از نقشه حذف کردند.
پوسته انفجاری این ستاره با سرعتی بین ۴۰۰۰ تا ۶۰۰۰ کیلومتر بر ساعت به بیرون پرتاب شده‌اند و از محل انفجار نخستین دور می‌شوند، دمای پوسته انفجاری در حدود ۳۰ مگاکلوین(۵۰ میلیون درجه فارنهایت) است.